# Ajlun (provins)
Ajlun, formellt Muhafazat Ajlun (arabiska: محافظة عجلون), är en av Jordaniens tolv provinser (muhafaza).  Den administrativa huvudorten är Ajlun. Provinsen gränsar mot provinserna Jarash och Irbid.    
Provinsen hade 118 725 invånare år 2004, på en yta av 412 km².

## Administrativ indelning
Provinsen är indelad i två distrikt (liwa):  
- Qasabat Ajlun
- Kufranja

## Externa länkar

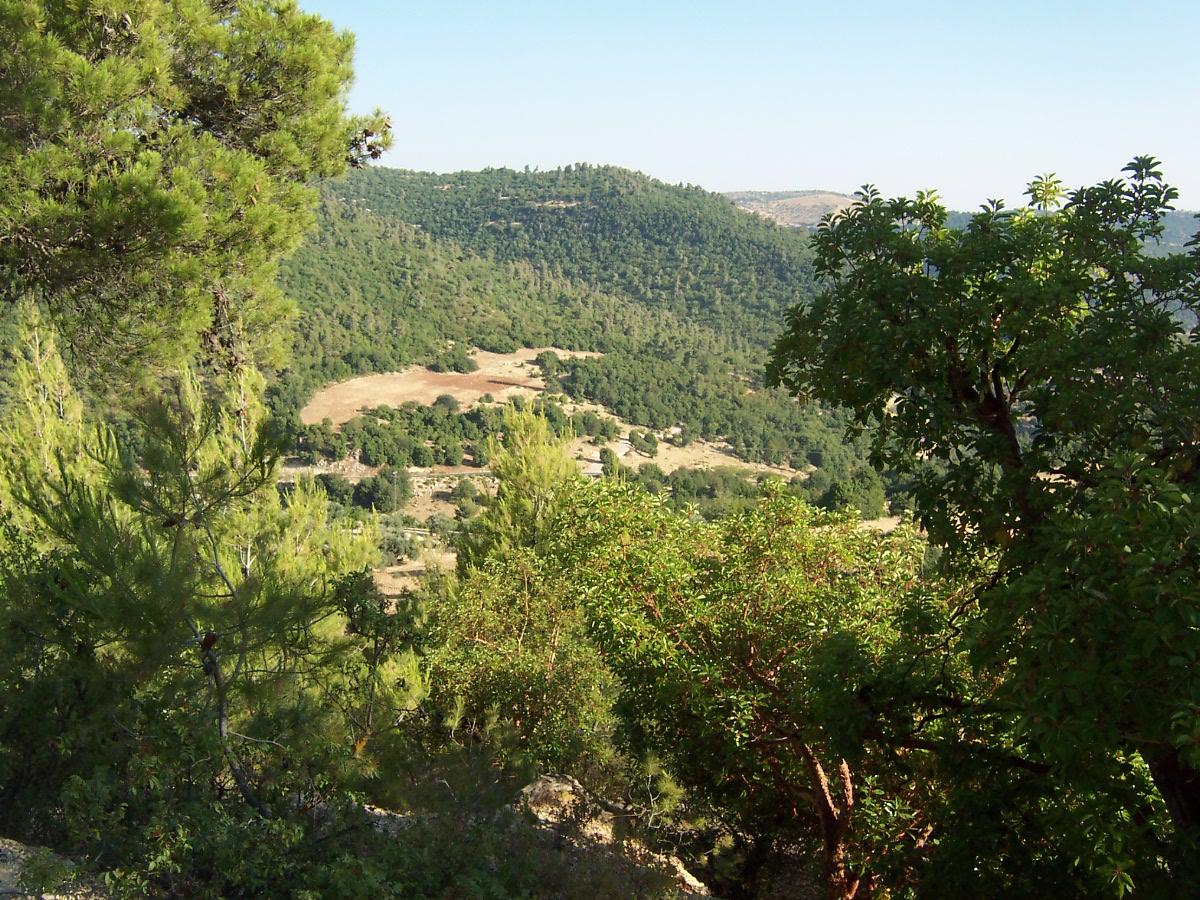
Ajlun